# Beep Beep Love
Beep Beep Love is een Engelstalige single van de Nederlandse band Gruppo Sportivo uit 1977.
De B-kant van de single was het liedje Rubber Gun. Het nummer verscheen op het album 10 Mistakes uit 1977.
Producer was Robert Jan Stips.
In 1994 verscheen een liveversie van Beep Beel Love - getiteld Beep2 Love Live - op het livealbum Sing Sing.

## NPO Radio 2 Top 2000
| Nummer met noteringen in de NPO Radio 2 Top 2000 | '99  | '00 | '01  | '02  | '03-'04 | '05  | '06  | '07-'08 | '09  | '10  | '11 | '12  |
| ------------------------------------------------ | ---- | --- | ---- | ---- | ------- | ---- | ---- | ------- | ---- | ---- | --- | ---- |
| Beep Beep Love                                   | 1148 | -   | 1287 | 1377 | -       | 1861 | 1734 | -       | 1724 | 1865 | -   | 1968 |

1. ↑  Een '-' betekent dat het nummer niet was genoteerd en een vetgedrukt getal geeft de hoogste notering aan.
2. ↑  Deze tabel is bijgewerkt tot en met de laatste editie (2024).